# التكية السليمية
التكية السليمية هي تكية (اسم عربي من العصر العثماني لمجمع مسجد كان بمثابة دير للصوفيين) في الصالحية بدمشق. بُنيَ المجمع فوق وحول قبر ابن عربي في عام 924/1518 على يد السلطان العثماني سليم الأول عند عودته من محاولته ضم مصر. تعتبر تكية السليمية أول مبنى عثماني في سوريا. ومع ذلك، يُعتقد أن بنائه كان يتبع الأسلوب المعماري العربي المحلي، وهو ليس مملوكيًّا ولا عثمانيًا (على عكس التكية السليمانية اللاحقة، والتي كانت بمثابة مقدمة للأسلوب المعماري العثماني إلى دمشق). تتكون التكية السليمانية من مسجد (مسجد ابن عربي) وعمارت تواجهه.

## التاريخ
قال ستيف تماري:

## معرض الصور

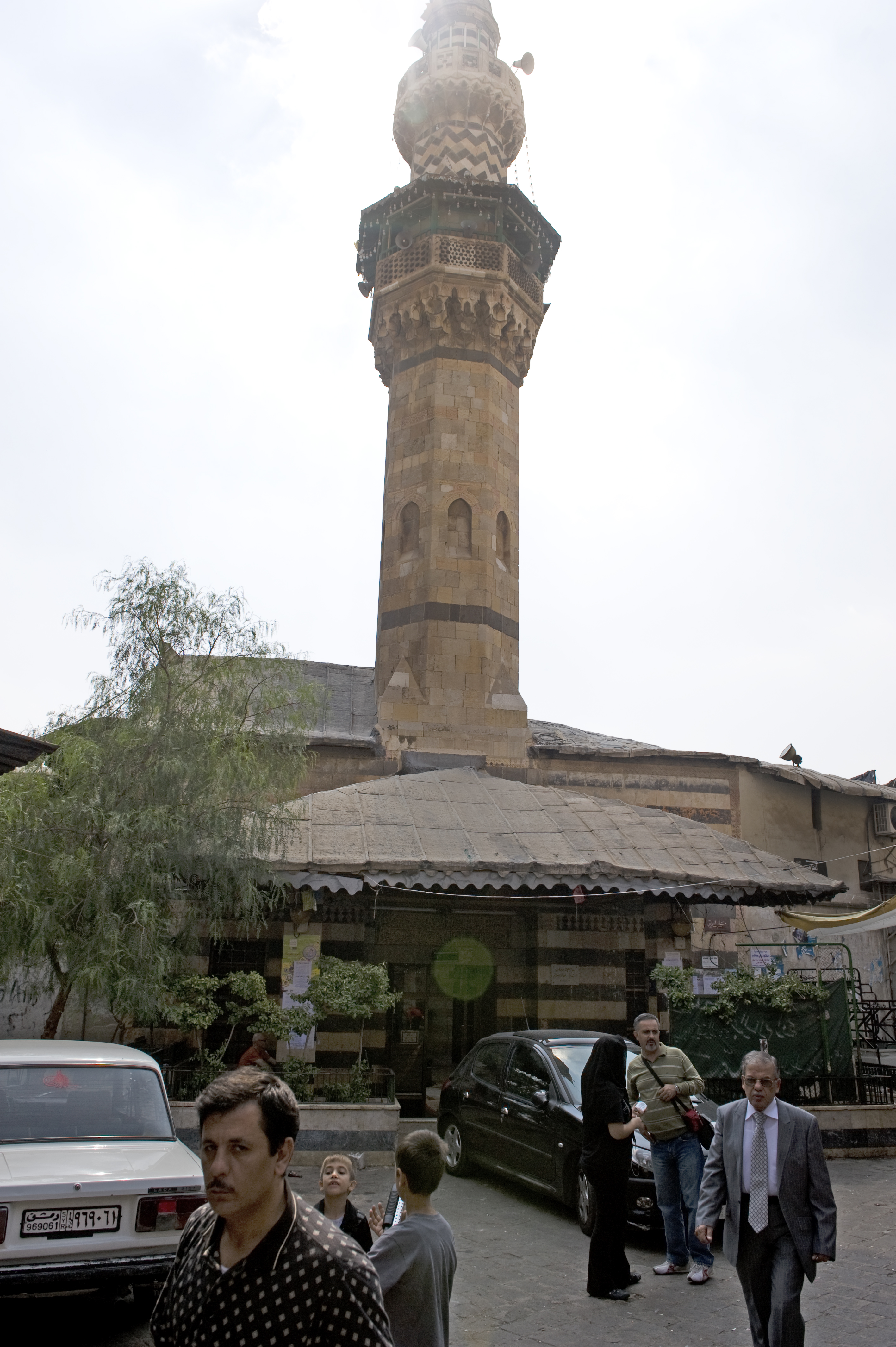
مسجد ابن عربي، المعروف أيضًا باسم مسجد التكية السليمية[ب]
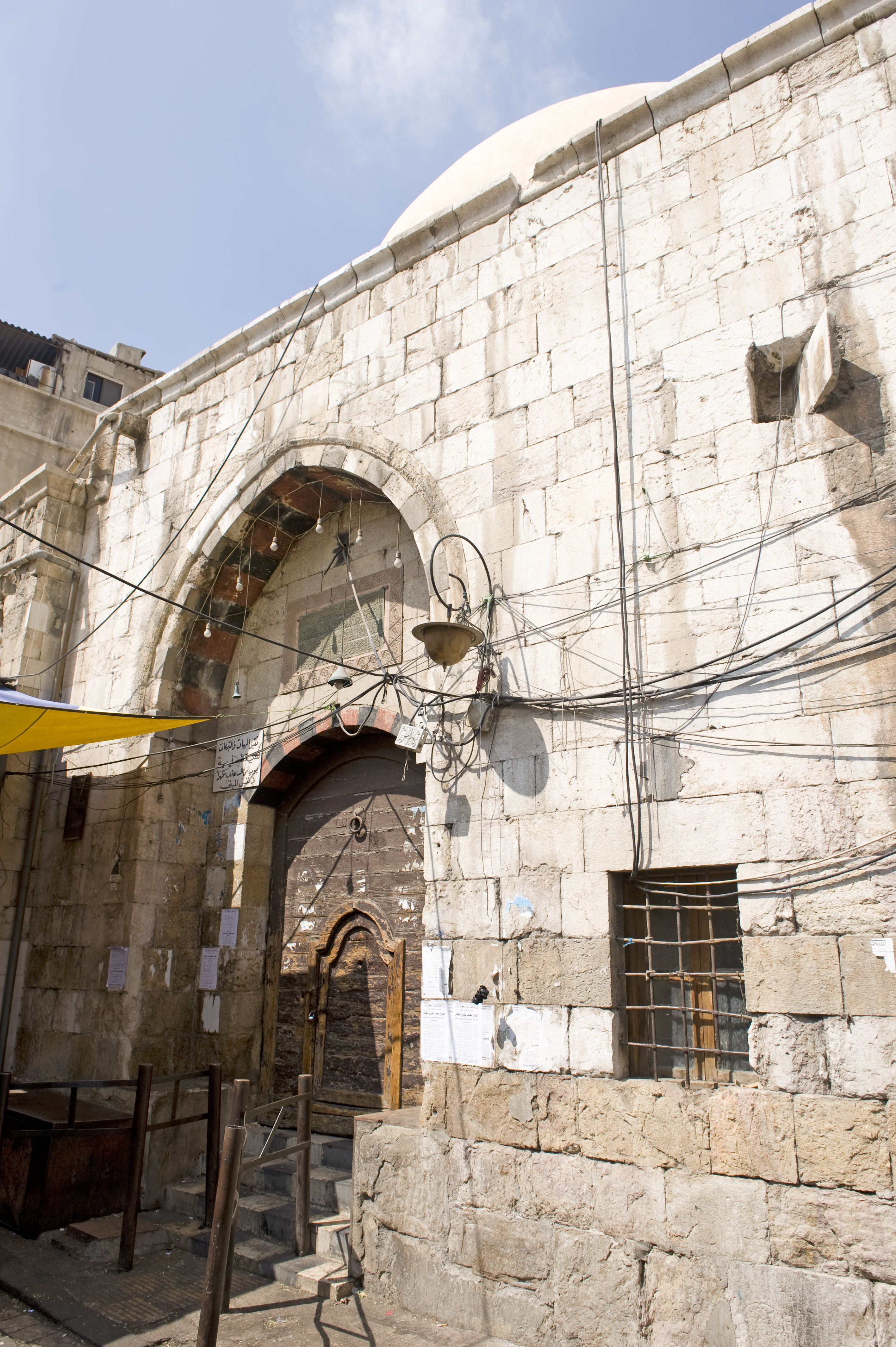
منظر خارجي لعمارة السلطان سليم في الصالحية[6][ج]